# Saint-Arailles
Saint-Arailles är en kommun i departementet Gers i regionen Occitanien i sydvästra Frankrike. Kommunen ligger i kantonen Vic-Fezensac som tillhör arrondissementet Auch. År 2022 hade Saint-Arailles 137 invånare.

## Befolkningsutveckling
Antalet invånare i kommunen Saint-Arailles
Referens:INSEE